# Beszédtechnika
A beszédtechnika a beszéd- és nyelvművelés egyik ága. A beszéd művészi szintű elsajátítását a beszédhibák megszüntetése előzi meg, hiszen meglévő beszédhibák mellett nem alakítható ki a művészi beszéd.
A beszédtechnika a beszéd tudatos megvalósításának elméletével és gyakorlatával foglalkozik. Montágh Imre szerint a beszédtechnika tanítás célja a köznyelvi norma ismerete, a beszédhang kiművelése, a kiejtés plasztikussá tétele és a kifejezőkészség gazdagítása. A beszédtechnika nemcsak a hangzó beszéd technikáját jelenti, hanem minden olyan eszközt, melyet a beszélő annak érdekében alkalmaz, hogy közlése hatékonnyá váljon. A hangzó beszéd tökéletesítését más tudományágak (pl.: kommunikáció, pszichológia, nyelvtudomány, anatómia, szociológia) tapasztalatai is segítik.
A beszédfejlesztés egyéni beszédfejlesztés, intézményes vagy tanfolyam jellegű képzés keretein belül valósulhat meg. A munka hatékonysága egyéni gyakorlással fokozható. A beszédtechnika-képzés mindenkori célja, hogy beszédünk irányítóiként képessé váljunk tudatosan befolyásolni annak minőségét. A hangzó beszéd iránti igényesség elsősorban azokban a szakmákban kiemelkedő, ahol munkaeszköz a beszéd, a munka eredményességének egyik legfőbb mutatója pedig, hogy tudatosan, helyesen és kifejezően használjuk azt.